# Престон, Энн
Энн Престон (англ. Ann Preston; 1 декабря 1813, Уэст-Гров, Пенсильвания — 18 апреля 1872, Филадельфия, Пенсильвания) — американский врач. Стала первой женщиной-деканом Женского медицинского колледжа Пенсильвании.

## Биография
Родилась 1 декабря 1813 года в Уэст-Гроуве в штате Пенсильвания. Её родителями были преуспевающий фермер и квакер Амос Престон (Amos Preston; 1786—1856) и его жена Маргарет, в девичестве Смит (Margaret Smith Preston; 1791—1863).
Семья Престонов была активистами аболиционистского движения, их ферма была убежищем для бежавших негров-рабов из рабовладельческих штатов Юга в системе «Подземной железной дороги».
Училась в местной квакерской школе, затем недолгое время — в квакерском интернате в Честере.
Энн была второй из девяти детей. Обе её сёстры не дожили до взрослого возраста. Во время частых болезней матери Энн бросала учёбу и заботилась о семье.
Энн посещала лекции в местном лицее, вступила в местное литературное общество, стала членом Общества по отмене рабства, принимала активное участие в движениях за трезвость и права женщин.
Когда её сёстры и братья подросли, стала работать учительницей.
В 1849 году опубликовала книгу детских стихов под названием «Истории кузины Энн для детей» (Cousin Ann's Stories for Children).

## Медицинская карьера
Энн Престон изучила физиологию и преподавала её девочкам и женщинам в Уэст-Гроуве. С 1847 по 1849 год прошла предварительное медицинское обучение с наставником (практикующим врачом) у доктора Натаниэля Моузли (Nathaniel R. Moseley).
В 1850 году открыт Женский медицинский колледж Пенсильвании, в том же году в него приняли Энн Престон.  Деньги на колледж помогали  собирать зимой 1849—1850 года друзья Энн Престон, квакеры Лукреция и Джеймс Мотт (James Mott; 1788—1868). Общая продолжительность обучения составляла 14 месяцев. Выпуск состоялся в декабре 1851 года. Вручение дипломов женщинам вызвало студенческие волнения, мэр Филадельфии Чарльз Гильпин (Charles Gilpin; 1809—1891) выставил перед зданием Musical Fund Hall, в зале которого прошла церемония вручения дипломов, заградительный кордон из 50 полицейских. Энн Престон была одной из 8 женщин, получивших на церемонии 30 декабря докторские дипломы.
После получения диплома читала лекции в Женском медицинском колледже. Через три года после выпуска Энн Престон стала профессором физиологии и гигиены, затем стала первой женщиной-деканом Женского медицинского колледжа Пенсильвании. 
В 1855 году Энн Престон начала кампанию за допуск своих студенток к клиническим занятиям в Пенсильванском госпитале. В 1856 году Энн Престон со студентками колледжа впервые посетила клиническое занятие в Пенсильванском госпитале. Профессор Дэвид Хейс Агнью (David Hayes Agnew; 1818—1892) был в ярости, по его требованию совет госпиталя запретил женщинам возвращаться. В 1858 году Медицинское общество округа Филадельфия (Philadelphia County Medical Society, PCMS) запретило своим членам какое бы то ни было сотрудничество с колледжем, студенток не допускали для практических занятий ни в одно лечебное учреждение. В 1861 году в качестве клинической базы для практических занятий студенток колледжа открыт Женский госпиталь Филадельфии на 5 коек.
В 1869 году разрешение на посещение занятий по общей хирургии в Пенсильванском госпитале было получено. 6 ноября Энн Престон и её студентки посетили клиническое занятие в Пенсильванском госпитале, которое проводили Уильям Хант (William Hunt; 1825—1896) и Якоб да Коста. Студентка Анна Брумолл (Anna Broomall; 1847—1931) вспоминает:
Когда мы появились в клинике, начался хаос.
Другая студентка Элизабет Келлер (Elizabeth C. Keller; 1837–1912) сообщает, что они вошли в зал «под насмешки и стоны, свист и топот ног со стороны студентов, которые решили сделать это занятие настолько неприятным для нас, чтобы мы, по собственному желанию, не захотели посещать его снова». Попытки управляющего госпиталем, квакера Уильяма Биддла (William Biddle; 1806—1887) прекратить беспорядки успеха не имели.
Разрешение на посещение занятий по общей хирургии в Пенсильванском госпитале было вскоре отменено. Только в 1875 году студентки колледжа получили возможность посещать клинические занятия в госпиталях Филадельфии.
Энн Престон была личным врачом Лукреции Мотт.
Умерла 18 апреля 1872 года в возрасте 58 лет.